# إوز الثلج

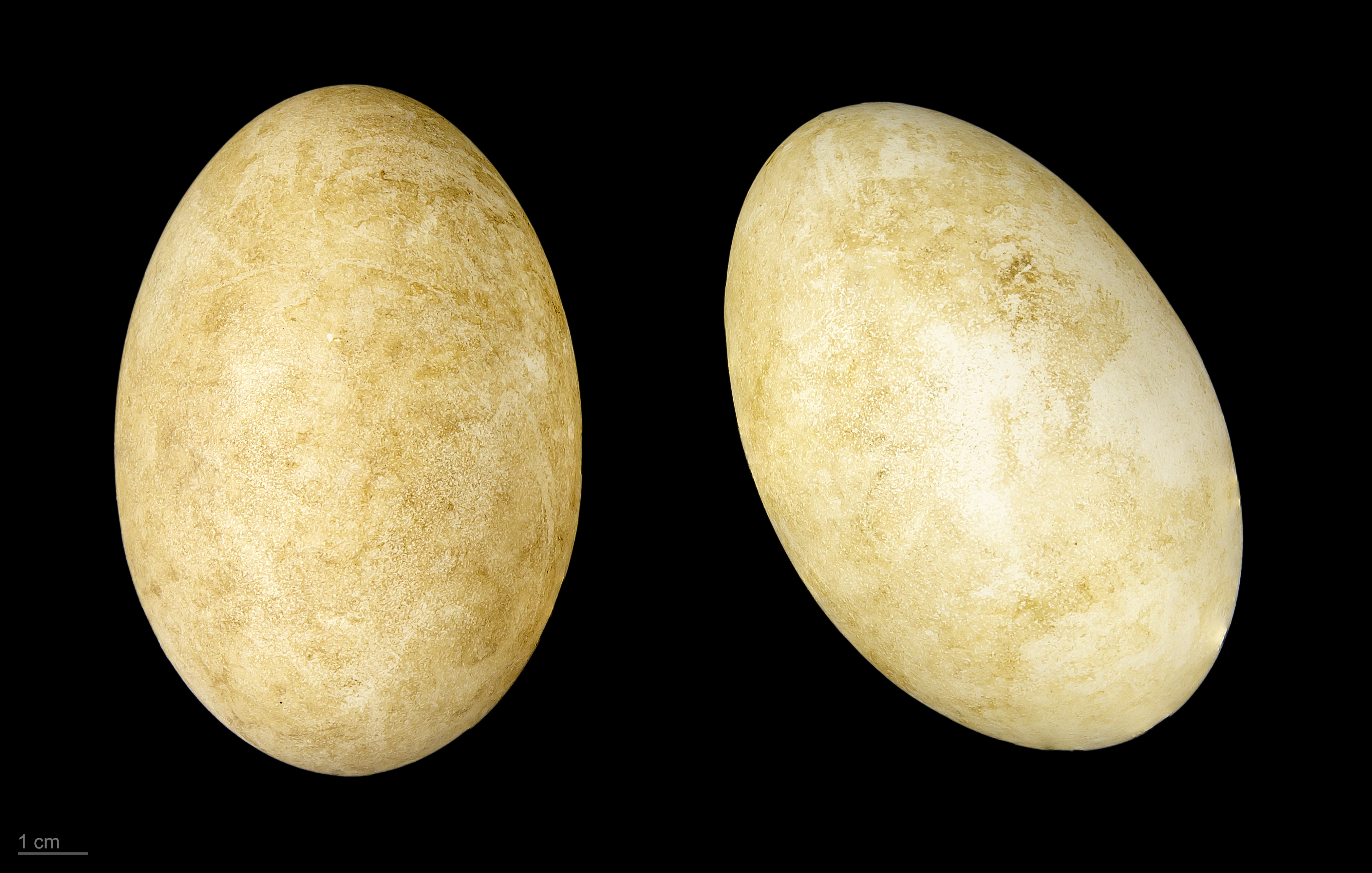
Anser caerulescens

أوز الثلج (الاسم العلمي: Chen caerulescens) هو نوع من أسرة إوز.

## معرض صور

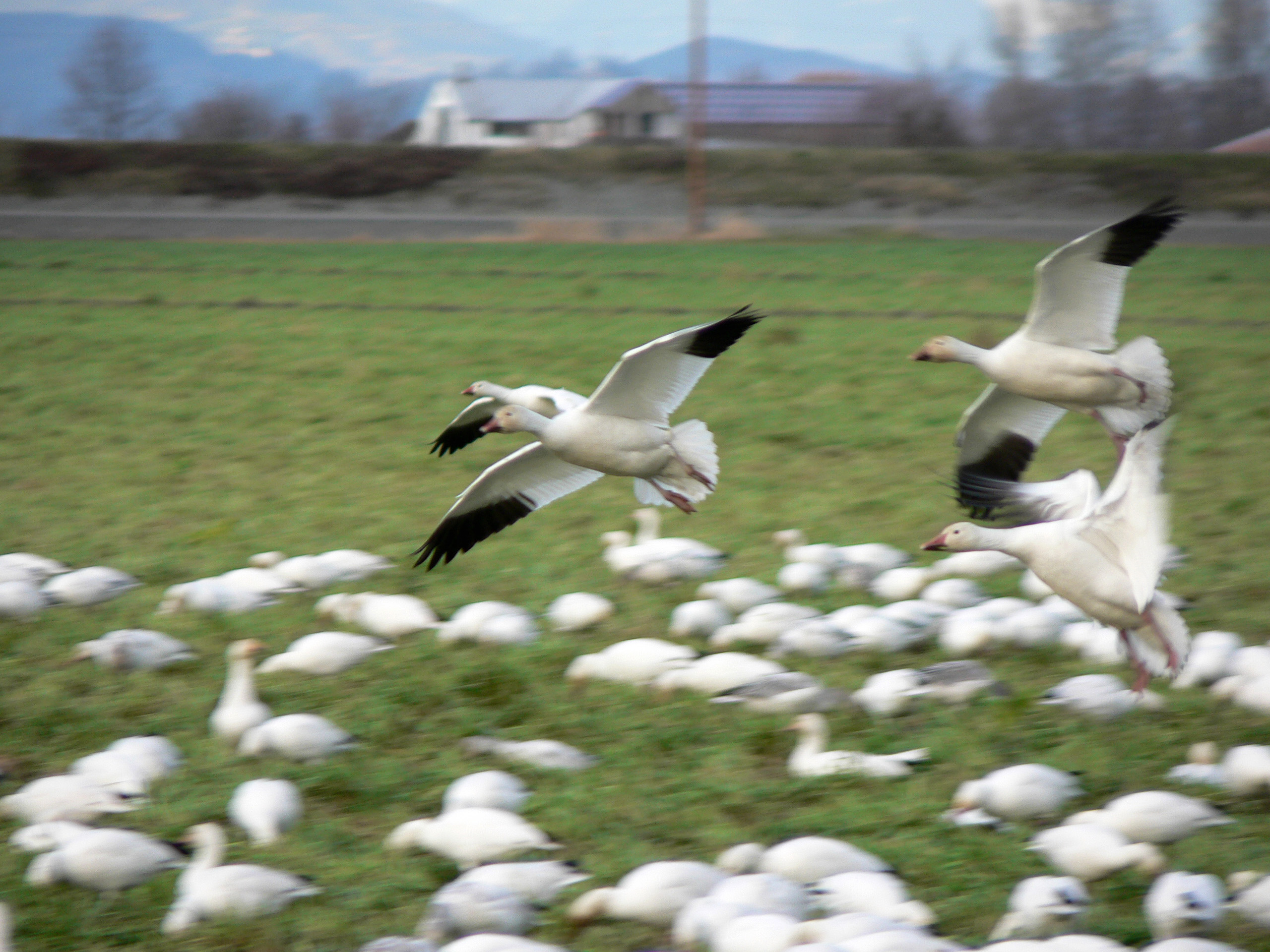
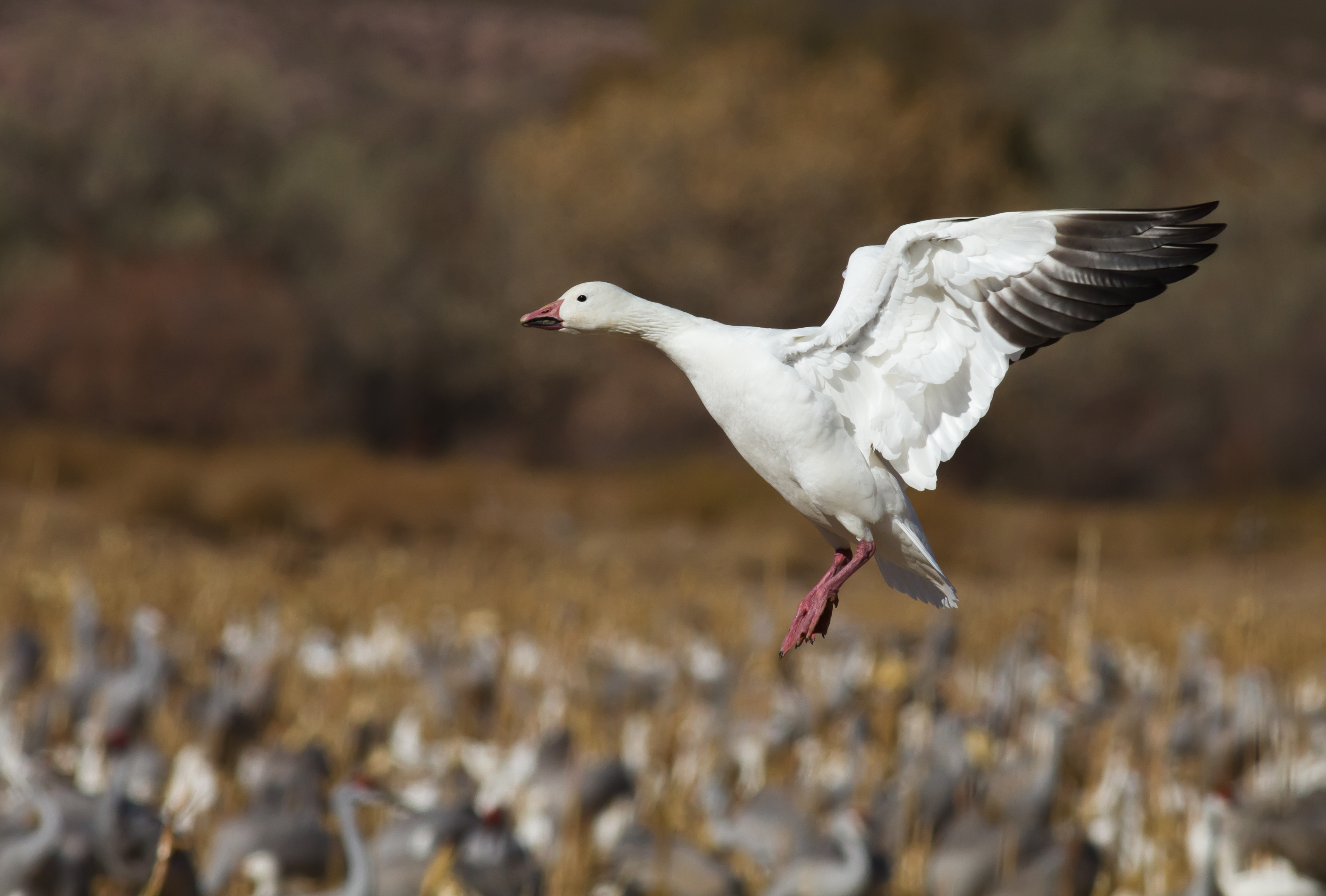
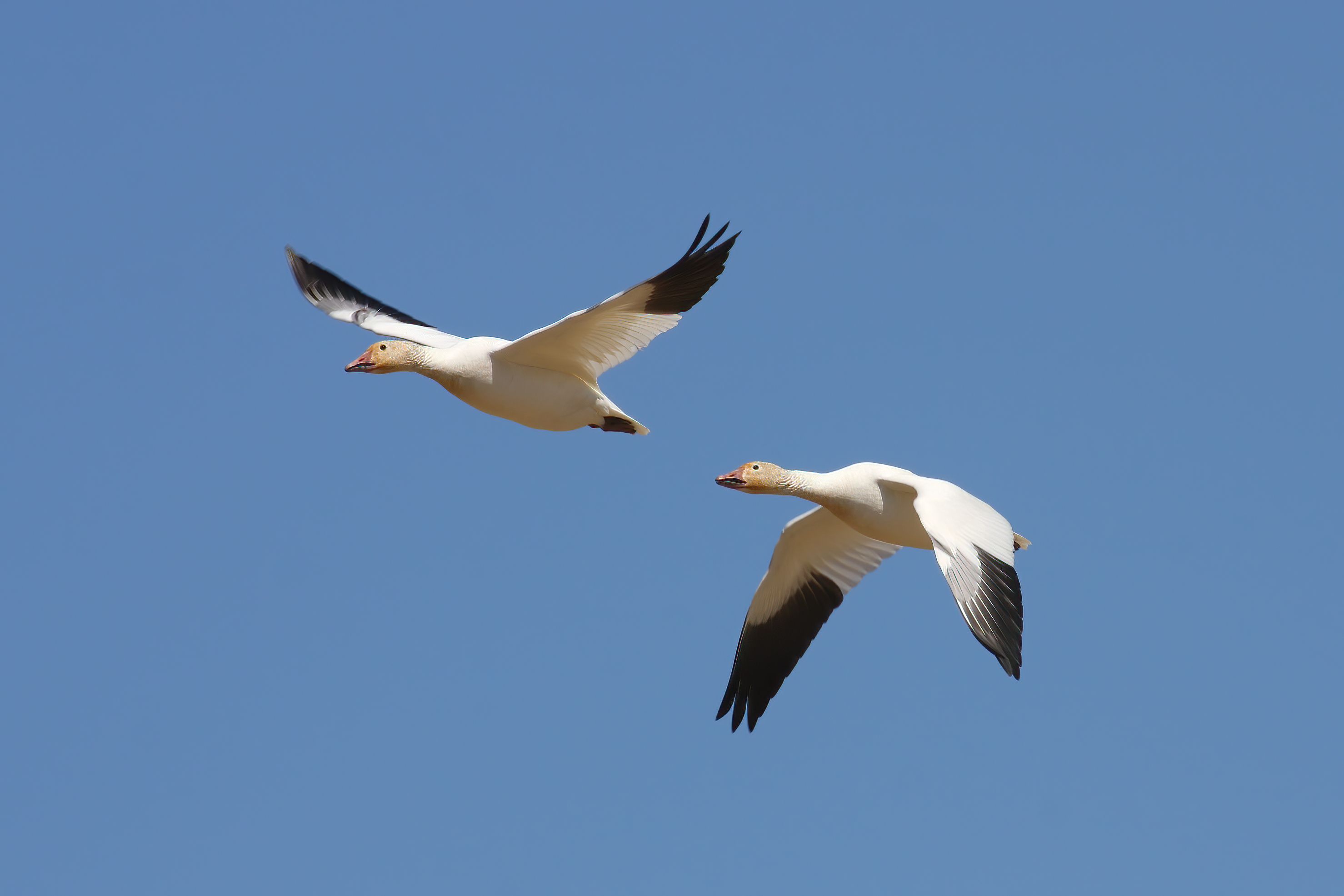
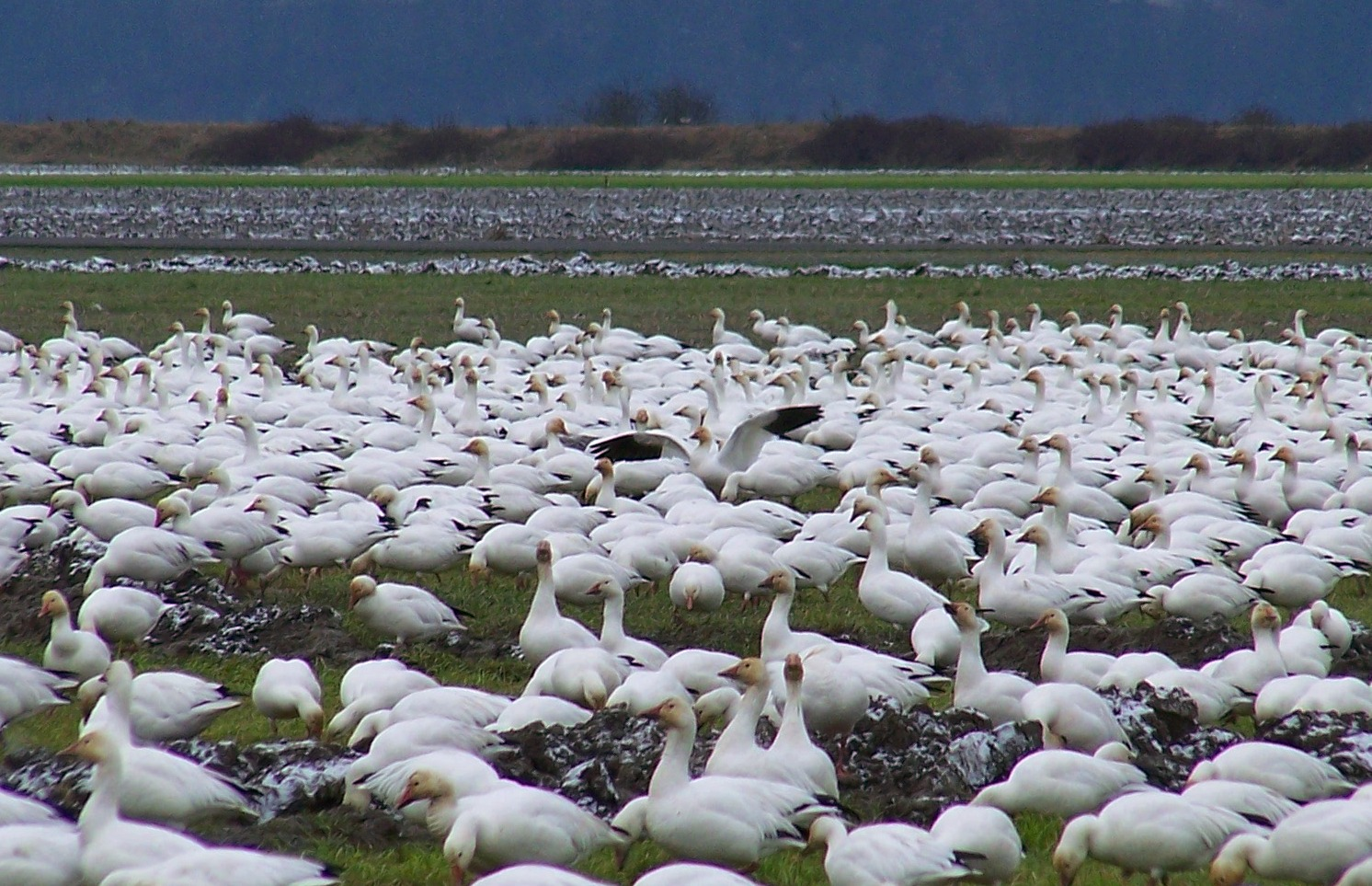
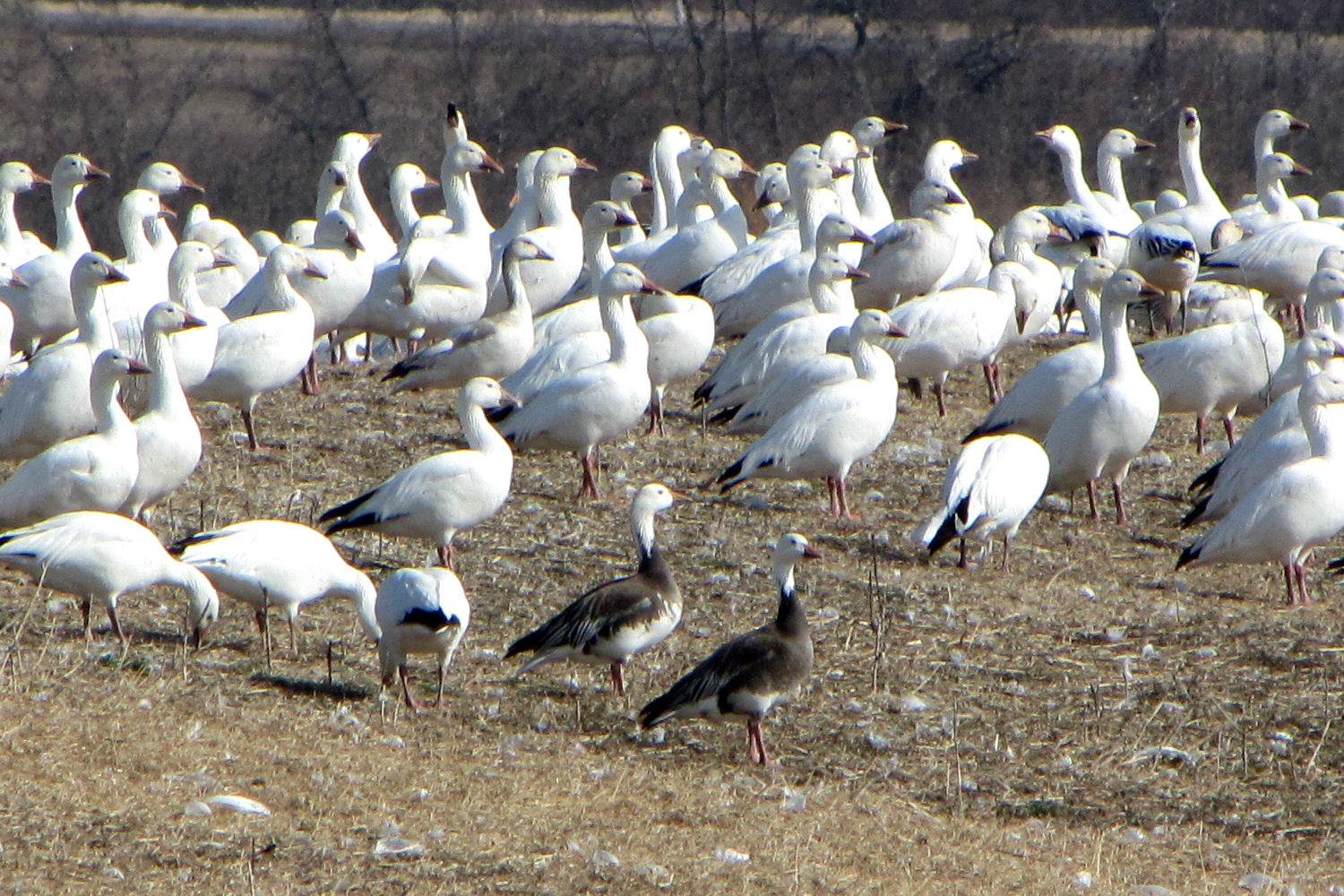